# Бикман-стрит (Манхэттен)
Би́кман-стрит (англ. Beekman Street) — улица в Нижнем Манхэттене, Нью-Йорк. Бикман-стрит проходит от Саут- до Перл-стрит, прерывается комплексом жилой застройки и продолжается от Голд-стрит до Парк-Роу. Движение на улице одностороннее.
Своё название улица получила в честь Виллема Бекмана (нидерл. Willem Beeckman). В 1647 году он вместе с Питером Стёйвесантом прибыл в Новый Амстердам, после чего принимал активное участие в городской и провинциальной политике, а также стал крупным собственником недвижимости на Манхэттене и в долине реки Гудзон. В 1670 году он приобрёл угодье, находившееся на месте нынешней Бикман-стрит. На нём было болото, и оно не годилось для земледелия, однако вполне подходило для дубления. Вскоре угодье, ставшее местным центром производства кожаных изделий, нарекли «Болото Бикмана». Оно ограничивалось Бикман-, Голд-, Франкфорт-стрит и проливом Ист-Ривер. Болото просуществовало по крайней мере до 1877 года. В XVIII веке улицу зачастую называли Чапел-стрит (англ. Chapel street) по построенной на ней в 1752 году Капелле Святого Георгия.
В 1920 году, предположительно на месте Капеллы Святого Георгия, была построена больница Бикман-Даунтаун (англ. Beekman Downtown Hospital). В 1979 году она была объединена с лечебницей на Уильям-стрит 1853 года постройки.
Наиболее выделяющимся строением на улице является 265-метровый небоскрёб 2011 года постройки Нью-Йорк-бай-Гери, ограниченный Нассо-, Спрус-, Уильям- и Бикман-стрит.

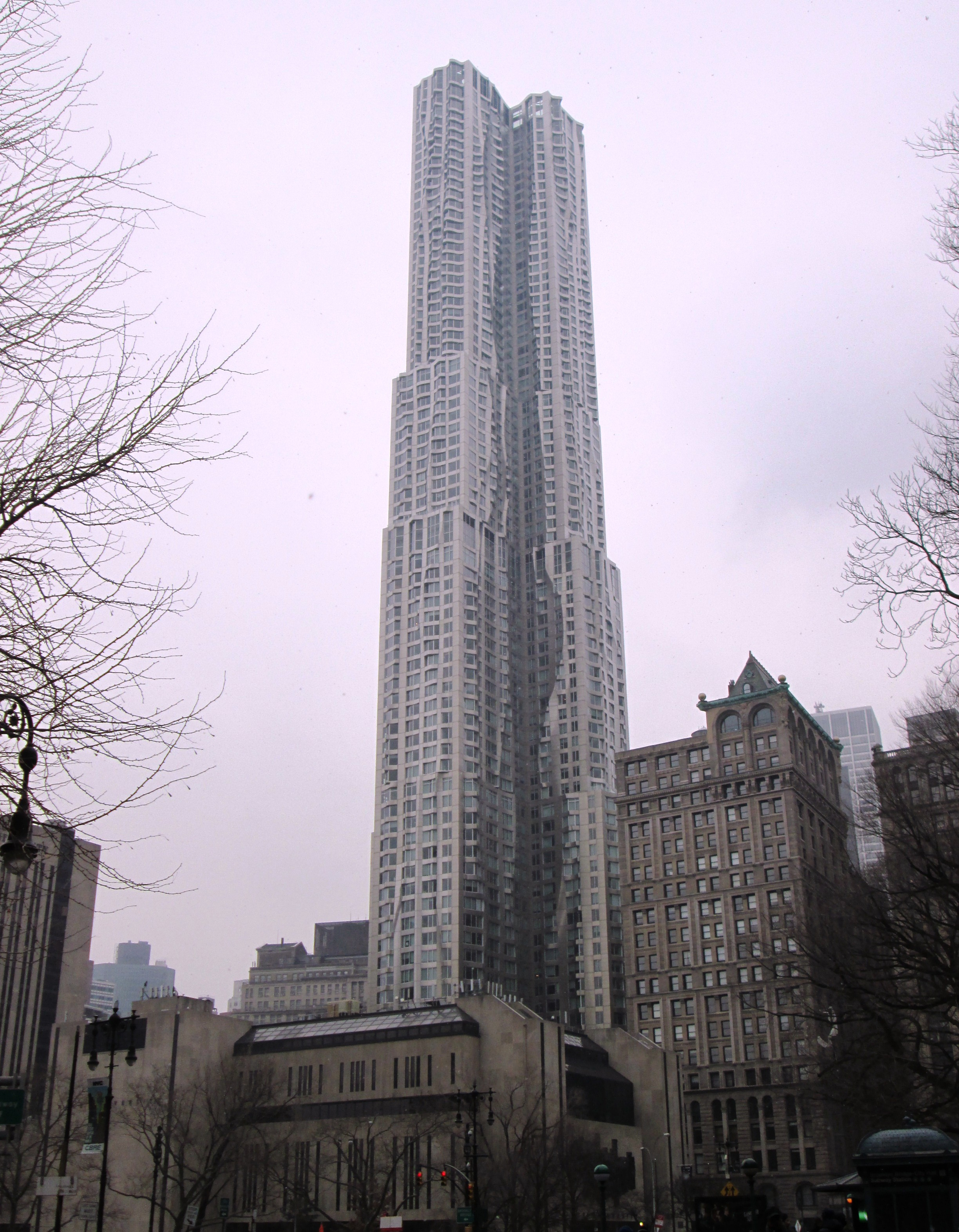
Вид на Нью-Йорк-бай-Гери из Сити-Холл-парка
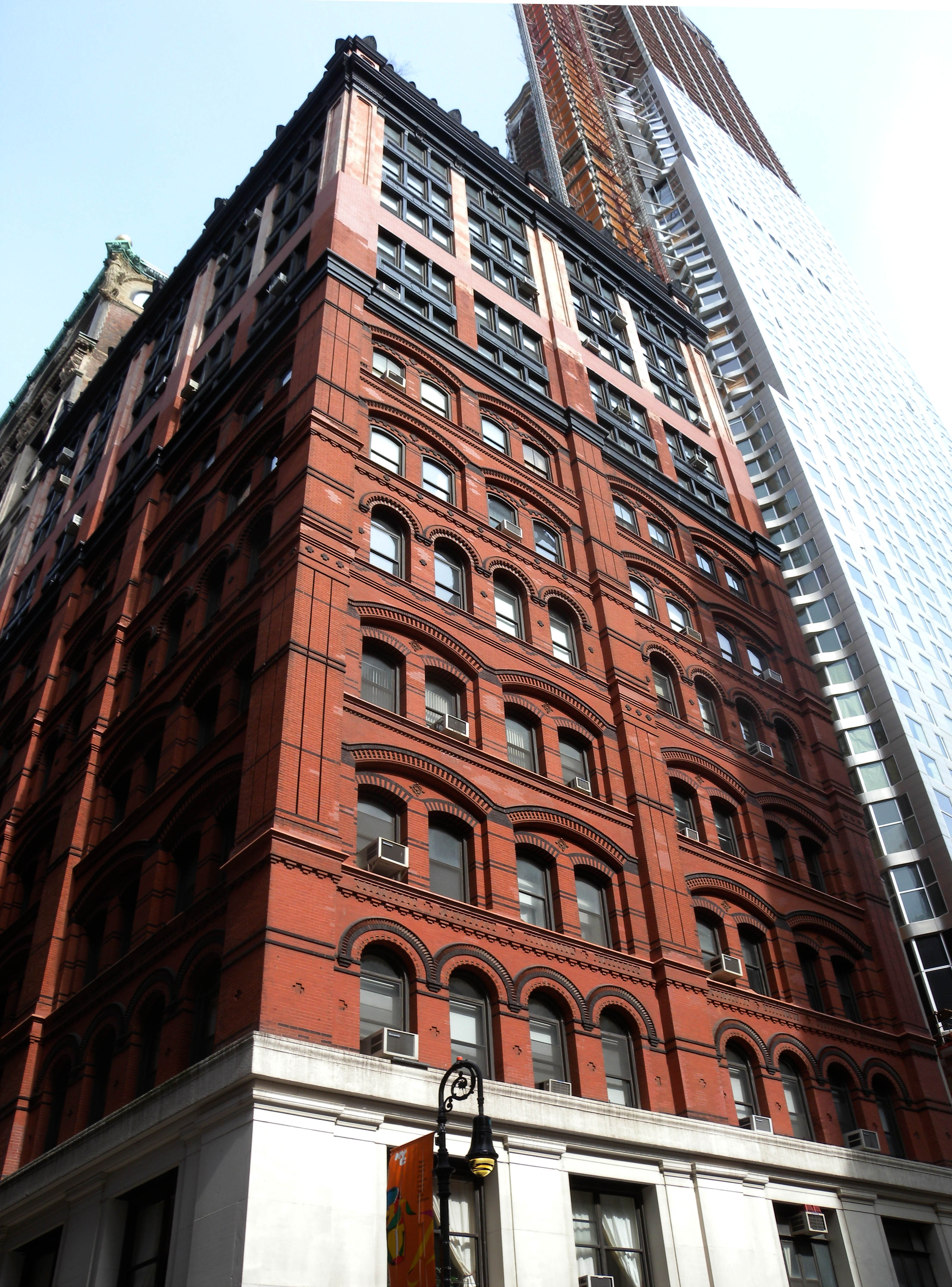
Бикман-стрит, 12 (бывшее здание Морзе-билдинг)
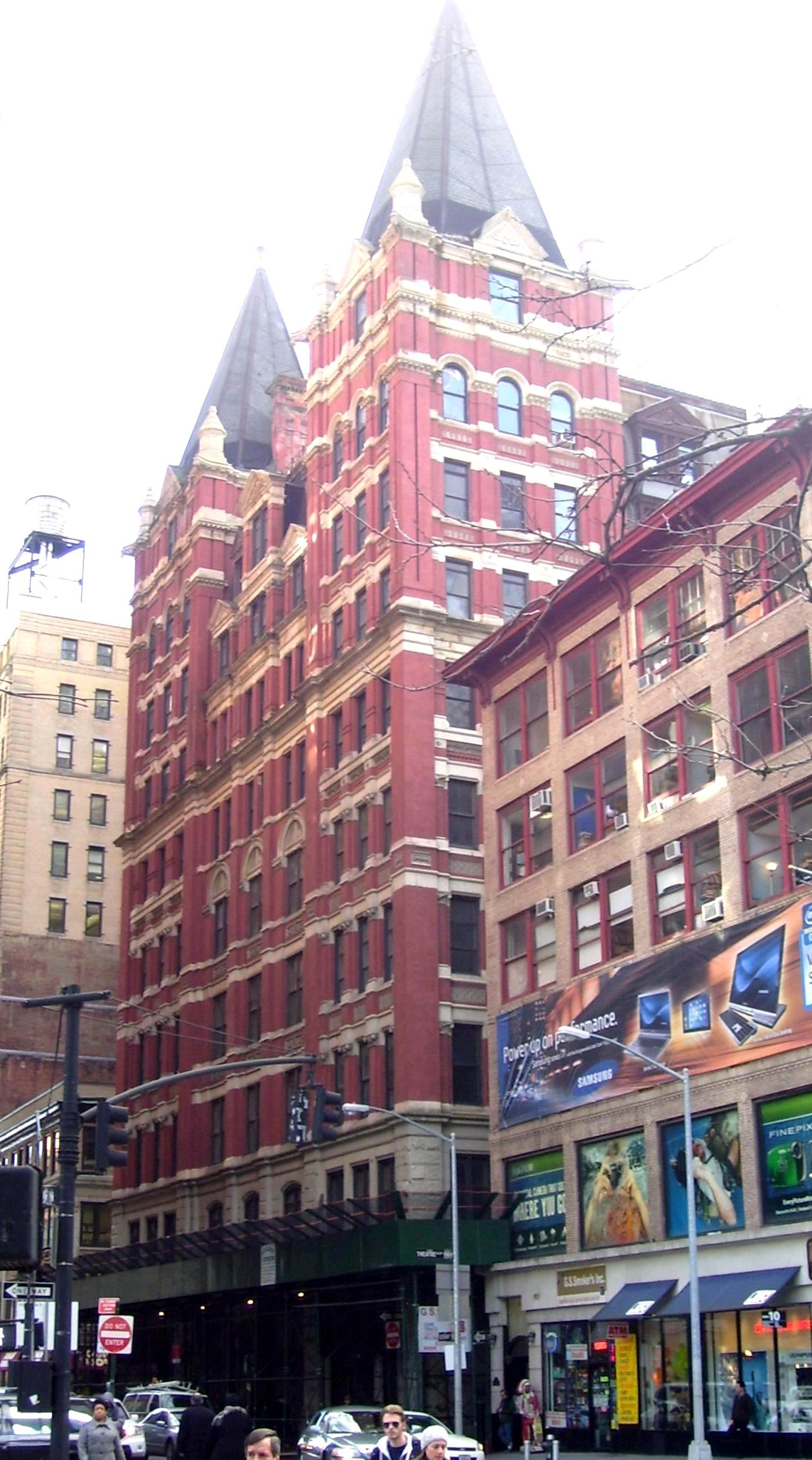
Бикман-стрит, 5 (Темпл-Корт-билдинг)